# South China Morning Post
South China Morning Post (укр. Південно-Китайська Ранкова Пошта) — найстаріша англомовна газета Гонконгу.

## Історія
Була заснована в 1903 році революціонером Цзе Цзайтаем. В даний час видається видавничою групою SCMP Group, тираж становить 104 000 примірників.
З 2013 року повний електронний архів видання доступний за передплатою через інформаційну базу даних ProQuest.

## Тираж та рентабельність
SCMP Group повідомили про чистий прибуток у 338 мільйонів доларів США за 2006 рік (2005 рік — 246 мільйонів доларів), операційний прибуток — 419 мільйонів доларів (2005 рік — 306 мільйонів доларів), який забезпечується переважно газетною діяльністю.
Ціна продажу газети становить 9 доларів США кожен день з понеділка по суботу та 10 доларів США в недільню. Також доступна знижка на студентську передплату.
Станом на 26 серпня 2010 року SCMP Group отримали прибуток у розмірі 52,3 млн. доларів США у першій половині 2010 року.